# Montes Archimedes

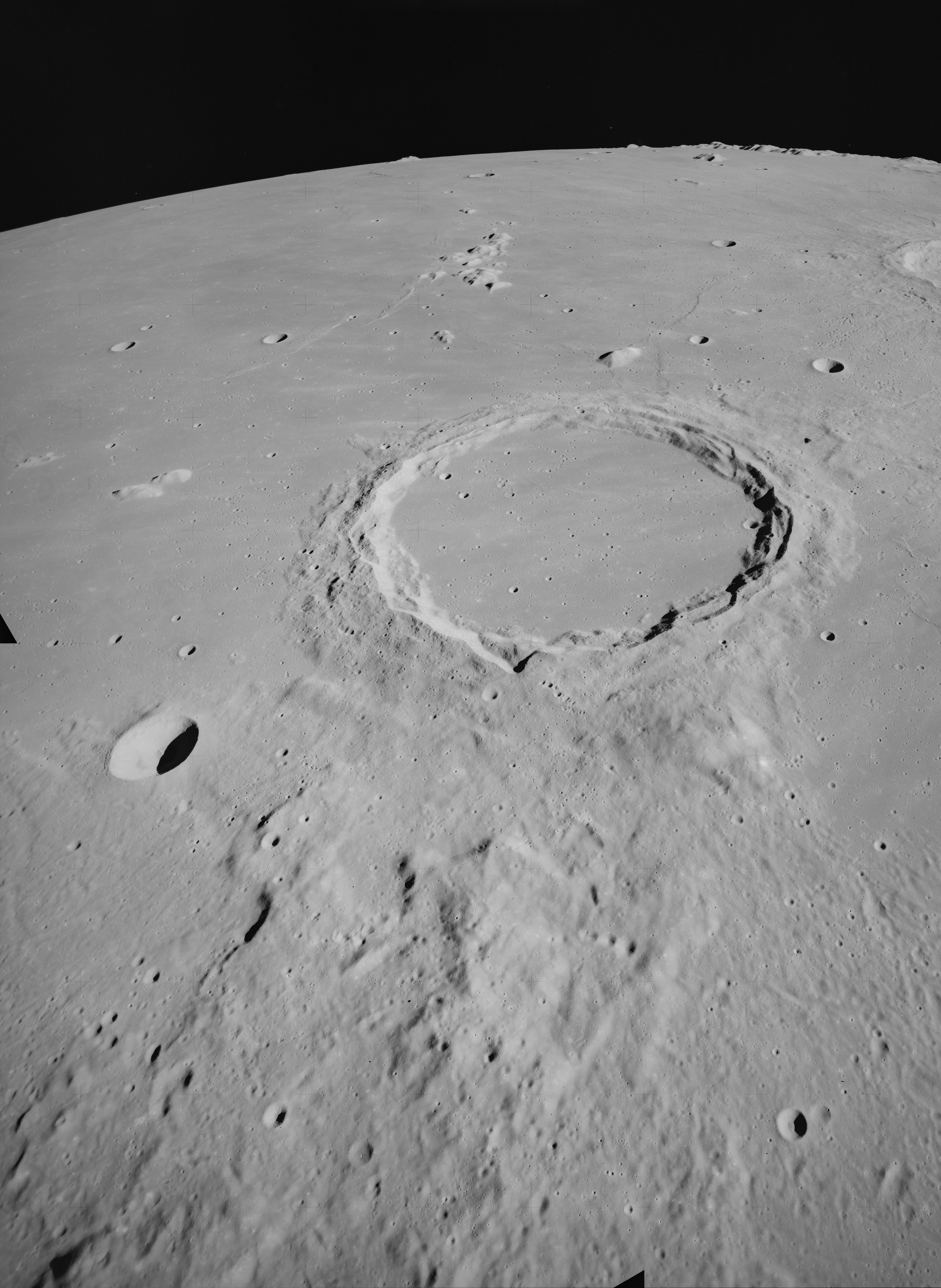
Montes Archimedes widoczne są poniżej dużego krateru Archimedes na środku zdjęcia

Montes Archimedes – pasmo górskie na Księżycu. Przejęło nazwę od leżącego na północ krateru Archimedes, który upamiętnia greckiego matematyka Archimedesa.
Góry te leżą na płaskowyżu we wschodniej części Mare Imbrium, księżycowego morza w północno-zachodniej części widocznej strony Księżyca. Po wschodniej stronie graniczą z niewielkim morzem Palus Putredinis, a na północy z kraterem Archimedes. Dalej na południe i wschód leży długi łańcuch Montes Apenninus.
Współrzędne selenograficzne pasma Montes Archimedes wynoszą ☾ 25,3°N 4,6°W/25,300000 -4,600000. Jego szczyty zajmują teren o maksymalnej średnicy 163 km, jednak najbardziej górzysty teren ma średnicę tylko 70 km. Pozostałe wzgórza są rozrzucone po płaskowyżu bez żadnego widocznego porządku. Szczyty wznoszą się na największą wysokość 2,0 km, która jest dużo niższa od tej, którą osiągają na przykład księżycowe Apeniny; żaden z nich nie otrzymał też własnej nazwy.